# Sojuz TMA-04M
Sojuz TMA-04M è un volo astronautico verso la Stazione Spaziale Internazionale (ISS) e parte del programma Sojuz; inoltre è il 113° volo con equipaggio della navetta Sojuz dal primo volo avvenuto nel 1967. I tre astronauti trasportati facevano parte della Expedition 31.

## Equipaggio
| Ruolo               | Equipaggio                                            | Equipaggio                                            |
| ------------------- | ----------------------------------------------------- | ----------------------------------------------------- |
| Comandante          | Gennadij Padalka, Roscosmos Expedition 31 Quarto volo | Gennadij Padalka, Roscosmos Expedition 31 Quarto volo |
| Ingegnere di volo 1 | Sergej Revin, Roscosmos Expedition 31 Primo volo      | Sergej Revin, Roscosmos Expedition 31 Primo volo      |
| Ingegnere di volo 2 | Joseph Acaba, NASA Expedition 31 Secondo volo         | Joseph Acaba, NASA Expedition 31 Secondo volo         |

### Equipaggio di riserva
| Ruolo               | Equipaggio                  | Equipaggio                  |
| ------------------- | --------------------------- | --------------------------- |
| Comandante          | Oleg Novickij, Roscosmos    | Oleg Novickij, Roscosmos    |
| Ingegnere di volo 1 | Evgenij Tarelkin, Roscosmos | Evgenij Tarelkin, Roscosmos |
| Ingegnere di volo 2 | Kevin Ford, NASA            | Kevin Ford, NASA            |